# WSP Global
WSP Global Inc. (TSX: WSP

) er en candisk multinational ingeniør- og byggekonsulentvirksomhed. De har 66.200 ansatte fordelt på 500 kontorer i 40 lande. De omsætter årligt for 12 mia. CAD.